# Зюмтор, Поль
Поль Зюмто́р (фр. Paul Zumthor, 15 марта (5 августа?) 1915, Женева — 11 января 1995, Монреаль) — швейцарский историк и филолог-медиевист.

## Биография
Преподавал в Амстердаме (1952—1967), Париже (Университет Париж VIII, 1968—1971), Йеле, Монреале (1971—1980).
Автор нескольких книг стихов и прозы.

## Научная деятельность

### Научные интересы
Специальность Зюмтора — прежде всего история культуры, словесности, языка. По теоретическим позициям он был близок к семиотике. Важными и стимулирующими для мировой науки стали его работы о значении устного исполнения («голоса») и коллективного слухового восприятия для становления поэтики средневековой словесности, систематическую реконструкцию которой он предпринял в нескольких фундаментальных монографиях.

### Монографии
- Merlin le prophète. Un thème de la littérature polémique, de l’historiographie et des romans (1943, докторская диссертация)
- Antigone ou l’espérance (1945)
- Victor Hugo poète de Satan (1946)
- Saint Bernard de Clairvaux (1947, в соавторстве с Альбером Бегеном)
- Positions actuelles de la linguistique et de l’histoire littéraire (1948)
- Lettres de Héloïse et Abélard (1950)
- Abréviations composées (1951)
- L’Inventio dans la poésie française archaïque (1952)
- Miroirs de l’Amour. Tragédie et Préciosité (1952)
- Histoire littéraire de la France médiévale (VIe-XIVe siècles) (1954)
- Charles le Chauve (1957)
- La griffe, Paris (1957)
- Précis de syntaxe du français contemporain (1958, в соавторстве с Вальтером фон Вартбургом)
- La Vie quotidienne en Hollande au temps de Rembrandt (1960, англ. пер. 1962)
- Les Contrebandiers (1962)
- Langue et techniques poétiques à l'époque romane (XIe—XIIIe siècles) (1963)
- Guillaume le Conquérant et la civilisation de son temps  (1964)
- Roman et Gothique: deux aspects de la poésie médiévale (1966)
- Очерк средневековой поэтики / Essai de poétique médiévale (1972); рус. перевод под названием «Опыт построения средневековой поэтики» (СПб., 2003)
- Langue, texte, énigme (1975)
- Anthologie des grands rhétoriqueurs (1978)
- Le Masque et la lumière (1978)
- Parler du Moyen âge (1980, англ. пер. 1986)
- Введение в устную поэзию/ Introduction à la poésie orale (1983, англ. пер. 1990)
- Поэзия и голос в цивилизации Средневековья/ La Poésie et la Voix dans la civilisation médiévale (1984)
- Игры памяти: аспекты средневековой мнемотехники/ Jeux de mémoire: aspects de la mnémotechnie médiévale (1986, в соавторстве)
- Midi le Juste (1986, стихи)
- La Fête des fous (1987, роман)
- Буква и голос/ La Lettre et la Voix (1987)
- Point de fuite (1989)
- Écriture et nomadisme: entretiens et essais (1990)
- La Traversée (1991)
- La mesure du monde (1993)
- La Porte à côté (1994)
- Fin en Soi (1996, стихи)
- Babel ou l’inachèvement (1997)

#### Публикации на русском языке
- Повседневная жизнь Голландии во времена Рембрандта. М.: Молодая гвардия, 2001
- Опыт построения средневековой поэтики. СПб.: Алетейя, 2003
- Вильгельм Завоеватель. М.: Молодая гвардия, 2010 (Жизнь замечательных людей)

## Признание
Член нескольких научных академий, почетный профессор ряда университетов. Орден Почётного Легиона (Франция), Орден «За заслуги перед Итальянской Республикой», Национальный орден Квебека (1992). Премия Квебек-Париж (1991).